# Zoltan Vamoș
Zoltan Vamoș (węg. Zoltán Vámos, ur. 27 stycznia 1936 w Timișoarze, zm. w 2001 tamże) – rumuński lekkoatleta, średnio- i długodystansowiec, wicemistrz Europy w 1962.

## Kariera sportowa
Pochodził z mniejszości węgierskiej zamieszkującej Banat. Początkowo startował w biegach na średnich dystansach. Zajął 5. miejsce w finale biegu na 1500 metrów na igrzyskach olimpijskich w 1960 w Rzymie.
Później startował głównie w biegu na 3000 metrów z przeszkodami. Zdobył w tej konkurencji srebrny medal na mistrzostwach Europy w 1962 w Belgradzie, przegrywając jedynie z Gastonem Roelantsem z Belgii. Ustanowił wówczas rekord Rumunii czasem 8:37,6. Na kolejnych mistrzostwach Europy w 1966 w Budapeszcie zajął w finale 7. miejsce, ale również poprawił rekord Rumunii wynikiem 8:34,0.
Był wicemistrzem w biegu na 1500 metrów na letniej uniwersjadzie w 1961 w Sofii. Zdobył brązowy medal biegu na 800 metrów na Światowym Festiwalu Młodzieży i Studentów w 1957 w Moskwie, a także w biegu na 1500 metrów i w biegu na 5000 metrów w 1962 w Helsinkach. Zwyciężył w mistrzostwach krajów bałkańskich w biegu na 800 metrów w 1959 i 1960, w biegu na 1500 metrów w 1959, 1960, 1961 i 1962, w biegu na 5000 metrów w 1962 oraz w biegu na 3000 metrów z przeszkodami w 1965 i 1966.
Był mistrzem Rumunii w biegu na 1500 metrów w 1962 i w biegu na 3000 metrów z przeszkodami w 1965, 1966 i 1967.
Poprawiał rekordy Rumunii w biegu na 800 metrów do wyniku 1:48,2 (19 września 1959 w Bukareszcie), w biegu na 1500 metrów do wyniku 3:40,5 (18 czerwca 1960 w Pradze) i w biegu na 3000 metrów z przeszkodami do wspomnianego rezultatu 8:34,0 (3 września 1966 w Budapeszcie).